# Bonneveau
Bonneveau és un municipi francès, situat al departament del Loir i Cher i a la regió de Centre – Vall del Loira. L'any 2007 tenia 505 habitants.

## Demografia

### Població
El 2007 la població de fet de Bonneveau era de 505 persones. Hi havia 210 famílies, de les quals 48 eren unipersonals (32 homes vivint sols i 16 dones vivint soles), 95 parelles sense fills i 67 parelles amb fills.
La població ha evolucionat segons el següent gràfic:
Habitants censats

### Habitatges
El 2007 hi havia 277 habitatges, 215 eren l'habitatge principal de la família, 37 eren segones residències i 25 estaven desocupats. 274 eren cases i 2 eren apartaments. Dels 215 habitatges principals, 181 estaven ocupats pels seus propietaris, 31 estaven llogats i ocupats pels llogaters i 3 estaven cedits a títol gratuït; 2 tenien una cambra, 9 en tenien dues, 43 en tenien tres, 73 en tenien quatre i 88 en tenien cinc o més. 156 habitatges disposaven pel capbaix d'una plaça de pàrquing. A 71 habitatges hi havia un automòbil i a 127 n'hi havia dos o més.

### Piràmide de població
La piràmide de població per edats i sexe el 2009 era:
| Homes | Edats   | Dones |
| ----- | ------- | ----- |
| 0     | 95 o +  | 0     |
| 4     | 90 a 94 | 4     |
| 4     | 85 a 89 | 0     |
| 0     | 80 a 84 | 4     |
| 4     | 75 a 79 | 8     |
| 16    | 70 a 74 | 16    |
| 12    | 65 a 69 | 8     |
| 24    | 60 a 64 | 8     |
| 16    | 55 a 59 | 4     |
| 12    | 50 a 54 | 20    |
| 24    | 45 a 49 | 20    |
| 40    | 40 a 44 | 32    |
| 12    | 35 a 39 | 16    |
| 12    | 30 a 34 | 20    |
| 4     | 25 a 29 | 4     |
| 16    | 20 a 24 | 8     |
| 12    | 15 a 19 | 24    |
| 8     | 10 a 14 | 24    |
| 24    | 5 a 9   | 12    |
| 20    | 0 a 4   | 4     |

## Economia
El 2007 la població en edat de treballar era de 331 persones, 240 eren actives i 91 eren inactives. De les 240 persones actives 226 estaven ocupades (127 homes i 99 dones) i 14 estaven aturades (5 homes i 9 dones). De les 91 persones inactives 49 estaven jubilades, 16 estaven estudiant i 26 estaven classificades com a «altres inactius».

### Ingressos
El 2009 a Bonneveau hi havia 215 unitats fiscals que integraven 520 persones, la mediana anual d'ingressos fiscals per persona era de 18.024 €.

### Activitats econòmiques
Dels 3 establiments que hi havia el 2007, 1 era d'una empresa de fabricació d'elements pel transport i 2 d'empreses de construcció.
Dels 2 establiments de servei als particulars que hi havia el 2009, 1 era una fusteria i 1 lampisteria.
L'any 2000 a Bonneveau hi havia 9 explotacions agrícoles.

## Poblacions més properes
El següent diagrama mostra les poblacions més properes.